# Zapolje Brodsko
Zapolje Brodsko est une localité de Croatie située dans la municipalité de Delnice, dans le comitat de Primorje-Gorski Kotar. En 2001, la localité comptait 29 habitants.

## Démographie
| 1948 | 1953 | 1961 | 1971 | 1981 | 1991 | 2001 |
| ---- | ---- | ---- | ---- | ---- | ---- | ---- |
| 27   | 13   | 29   | 22   | 42   | 77   | 29   |